# 木村祐介
木村 祐介（きむら ゆうすけ）は、東京都出身の三陽商会（現在は廃部）－HC東京WINGS所属（現在は廃部） 元ハンドボール選手。
ポジションはポストプレーヤー。
日大明誠でハンドボールを始め、日本大学を経て三陽商会に入団。
三陽商会の廃部に伴いHC東京に移籍。
高校・大学と無名選手であったが、実業団に入った頃から頭角を現す。
テクニックは無いが、188cmの恵まれた体格を活かしたポストプレーを得意とし走れる大型プレーヤー。
現在は、東京を離れジャパンオープン2連覇をするなど、三重ホンダクラブで活躍している。
HC東京時代はキャプテンも務めていた。